# ラブセクシー乙羽屋
ラブセクシー乙羽屋（らぶせくしーおとわや：1967年5月28日-）は、日本のピン芸人。西口プロレス所属。
東京都出身。

## 経歴・特徴
- 本名：藤田真文。
- 1996年にお笑いコンビ「がんす」を結成しデビュー。当時はタイタン所属。西口プロレスにも参加。
- 2005年にコンビを解散しピン芸人「グレート乙羽屋」として活動。
- 西口プロレスの公演で西口内のラブセクシーファミリーに加入するというたかちで現在の名前に改名。今まで着用していたカツラがちょんまげからロングヘヤーに代わり、歌舞伎風のメイクなども一部変更された。
- 2007年10月2日、「串かつ乙羽屋」という串かつ屋をオープンした。
- 2012年、リングネームをラブセクシー・マフミに改名。

## その他
- 主な持ちネタに「歌舞伎ものまねシリーズ」がある。また、改名後はオカマキャラになっている。
- カツラの下はスキンヘッドであり、西口プロレスの試合の際に着用しているカツラが取れ、解説のユンボ安藤に「白塗りハゲ坊主」と言われている。
- 西口プロレスのレスラーの中では、最年長である。そのため、よくお父さんと呼ばれている。
- 得意技・必殺技は以下の通り
  - 「大江戸アルゼンチン」
  - 「スパイダー式プレーンバスター」

自らの両足をコーナーに引っ掛けて投げる、いわゆるスパイダージャーマンのブレーンバスター版。相手を投げて自らが起き上がる時にカツラが脱げて『いやぁぁぁぁぁぁ！』と叫ぶのが定番のネタとなっている。
- - 「セクシーDDT」

露出の高いTバックのタイツで自分の股座に相手の頭を突っ込み、両手を後頭部に当て『セクスィ…DDT!』と叫びながらジャンプし、相手の頭をマットに叩きつける。その際、解説から「セクシーでもDDTでもない」と突っ込みが入るのがお約束となっている。なお、以前は相手の身体の表裏が逆、つまり相手の口が自身の股間に当たるバージョンも存在した。こちらは精神的ダメージがより一層大きくなる。
- キャッチフレーズは、「ポイズンタランチュラ」➝「江戸からの刺客」➝「バラに抱かれて狂い咲き」に変更。
- カンニングの恋愛中毒に出演した際、小判を使った無茶ぶりをして竹山を困惑させた。
- 昔、本当の歌舞伎をしていたころがあり、サキっちょギリギリ!?（GyaOジョッキー）にギリギリ先生としてゲスト出演した際には、当時の歌舞伎界の裏側を赤裸々に語った。

## 出演

### テレビドラマ
- ビバ!山田バーバラ（BS朝日）

### 映画
- 喰いしん坊!（2007年）
- くれないの盃（2008年）